# Chersodromia flavicaput
Chersodromia flavicaput är en tvåvingeart som beskrevs av Grootaert, Cumming och Igor Shamshev 2007. Chersodromia flavicaput ingår i släktet Chersodromia och familjen puckeldansflugor. Inga underarter finns listade i Catalogue of Life.